# 山岡景之
山岡 景之（やまおか かげゆき）は、戦国時代の武将。六角氏の重臣。近江国瀬田城主。

## 略歴
山岡氏は南近江の志賀郡・栗太郡を代々治める国人。六角氏の有力家臣で青地氏・馬淵氏らと共に守護・六角氏の軍事力の中心を担っていた。
山岡景就の子として誕生。六角氏綱に仕え、瀬田城を居城にして江南の旗頭と呼ばれるほどの実力を保持していたといわれ、六角氏の下で多くの軍功を挙げてその地位を確立した。
景之の跡は、嫡男・景隆が継いだ。